# Zlatare
Zlatare, település Szerbiában, a Raškai körzet Novi Pazar községében.

## Népessége
- 1948-ban 98 lakosa volt.
- 1953-ban 94 lakosa volt.
- 1961-ben 105 lakosa volt.
- 1971-ben 105 lakosa volt.
- 1981-ben 56 lakosa volt.
- 1991-ben 22 lakosa volt.
- 2002-ben mindössze 12 lakosa volt, akik mindannyian szerbek.